# شرايين هدبية خلفية قصيرة
الشرايين الهدبية الخلفية القصيرة (بالإنجليزية: Short posterior ciliary arteries)‏، في علم التشريح هو شريان ينشأ الشريان العيني الذي يمر بالعصب البصري.